# 卡拉·奥萨
卡拉·奥萨,（英語：Carla Ossa，1985年6月18日—）是一位哥伦比亚女模特。

## 背景
奥萨1985年出生于哥伦比亚麦德林，最初是一名儿童模特，但是在12岁的时候不得不退出，因为她已经长大到穿不了儿童衣服了。